# Anju Bobby George

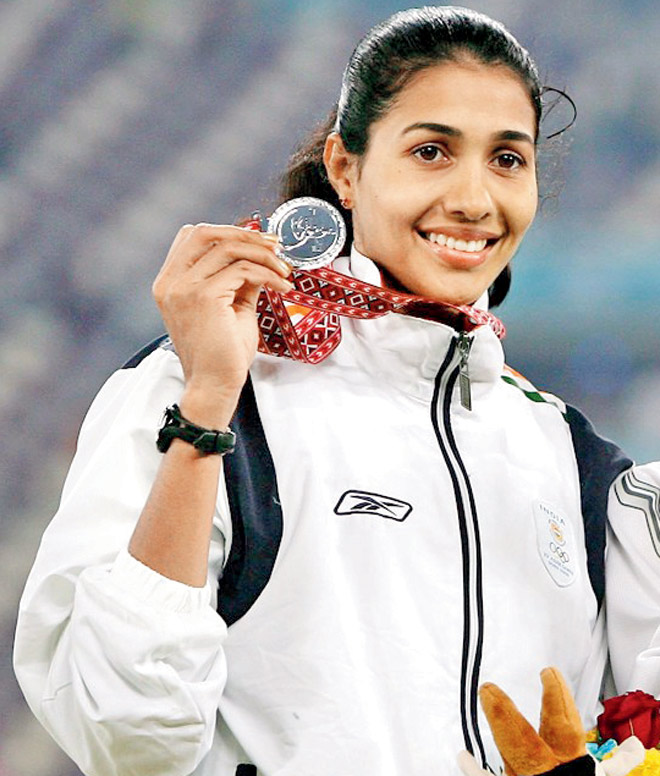
Anju Bobby George (2006)

Anju Bobby George, Malayalam അഞ്ജു ബോബി ജോർജ്ജ് (* 19. April 1977 in Changanasseri, Kerala als Anju Markose) ist eine indische Leichtathletin.

## Leben
Bei den Asienspielen 2002 gewann sie Gold im Weitsprung und wurde Vierte im Dreisprung. Im selben Jahr holte sie Bronze im Weitsprung bei den Commonwealth Games 2002. Bei den Hallenweltmeisterschaften 2003 wurde sie Siebte. Im Sommer gewann sie die Bronzemedaille bei den Weltmeisterschaften mit 6,70 Meter. Dies war die erste Leichtathletik-Medaille für Indien bei einem weltweiten Wettbewerb, seit Norman Pritchard bei den Olympischen Spielen 1900 zwei Silbermedaillen gewonnen hatte.
Bei den Olympischen Spielen 2004 stellte sie ihre persönliche Bestleistung mit 6,83 Meter auf und wurde Sechste. Bei den Weltmeisterschaften 2005 belegte sie Rang 5. Bei den Commonwealth Games 2006 belegte sie Rang 6. Bei dem  Leichtathletikweltfinale 2005 in Monte Carlo gewann sie mit einem Sprung von 6,75 m die Silbermedaille. Die damalige Siegerin Tatjana Kotowa (6,83 m) aus Russland wurde durch einen nachträglich durchgeführten Dopingtest ihrer Blutprobe von den Weltmeisterschaften 2005 des Betruges überführt und von der IAAF 2013 suspendiert. Infolgedessen wurde Anju Bobby George nachträglich die Goldmedaille zugesprochen.
Ihre Bestleistung im Dreisprung beträgt 13,67 Meter.
2003 erhielt sie den Arjuna Award und 2004 den Rajiv Gandhi Khel Ratna, die höchste staatliche Ehrung für Sportler in Indien. 2004 wurde sie auch mit dem Zivilorden Padma Shri ausgezeichnet.
Bei einer Körpergröße von 1,77 beträgt ihr Wettkampfgewicht 62 kg. Sie ist seit 2001 verheiratet mit dem Dreispringer Bobby George.